# Tortula lingulata
Tortula lingulata är en bladmossart som beskrevs av Lindberg 1880. Tortula lingulata ingår i släktet tussmossor, och familjen Pottiaceae. Inga underarter finns listade i Catalogue of Life.